# Bailliage de Montagny
av. 1146 – v. 1405
Entités suivantes :
- Châtellenie de Montagny

v. 1405 – 1467/1477
Entités précédentes :
- Seigneurie de Montagny

Entités suivantes :
- Bailliage de Montagny

1467/1477–1798
Entités précédentes :
- Châtellenie de Montagny

La seigneurie de Montagny est une ancienne seigneurie située dans l'actuel canton de Fribourg. Elle devient une châtellenie savoyarde vers 1405. Fribourg l'obtient en gage en 1467, puis en pleine propriété en 1477 et devient le bailliage de Montagny.

## Histoire
La seigneurie de Montagny appartient aux Montagny. Devenue une châtellenie savoyarde, elle appartient à Humbert de Savoie jusqu'à sa mort en 1443 et revient au domaine ducal. Fribourg obtient la châtellenie en gage en 1467, puis définitivement en 1477. Montagny est désormais un bailliage.
La seigneurie de Cugy est un fief de la seigneurie de Montagny dès 1329, puis du bailliage de Montagny de 1477 à 1536, date à laquelle elle est transférée au bailliage d'Estavayer.

## Châtelains et baillis
- 1478-1483 : Jean Mestraulx
- 1483-1486 : Jean Mussilier
- 1486-1489 : Jean Pavillard (le Jeune)
- 1489-1493 : Jean Fégeli
- 1493-1494 : Benoît Von Arx
- 1494-1497 : Jacques Pavillard
- 1497-1499 : Rolet Gailliard
- 1499-1502 : Louis Ramus
- 1502-1505 : Jacques Burquinet
- 1505-1506 : Nicolas Nuspengel
- 1506-1509 : Gaspard Fégeli
- 1509-1512 : Pierre Veillard
- 1512-1515 : Louis de Cléri
- 1515-1519 : Jacques Gruyère
- 1601-1606 : Pierre Python[2]
- 1647-1652 : Tobie de Gottrau[3] ;
- 1797-1798 : Simon Nicolas Constantin de Castella[4].